# Martyn Waites
Pour les articles homonymes, voir Waites.
Martyn Waites, né en 1963 à Newcastle upon Tyne en Angleterre, est un écrivain britannique, auteur de roman policier.

## Biographie
En 1997, il publie son premier roman, Mary's Prayer, premier volume d'une série consacrée à Stephen Larkin, journaliste dans un tabloïd londonien dont la femme et l'enfant ont été assassinés et qui revient dans sa ville natale de Newcastle. Né sous les coups (Born Under Punches) est le quatrième roman de cette série.
En 2006, il commence une autre série ayant pour héros Joe Donovan, un ancien journaliste d'investigation, dont le fils a disparu, à Newcastle.
Depuis 2009, il signe Tania Carver,, une série consacrée à Philip Brennan, un inspecteur de police et à Marina Esposito, une psychologue à Colchester.

## Œuvre

### Romans signés Martyn Waites

#### SérieStephen Larkin
- Mary's Prayer (1997)
- Little Triggers (1998)
- Candleland (2000)
- Born Under Punches (2003)
  - Né sous les coups, Payot & Rivages, coll. « Rivages/Thriller » (2013)  (ISBN 978-2-7436-2591-7), réédition Payot & Rivages, , coll. « Rivages/Noir » no 998 (2015)  (ISBN 978-2-7436-3334-9)

#### SérieJoe Donovan
- The Mercy Seat (2006)
- Bone Machine (2007)
- White Riot (2008)
- Speak No Evil (2009)

#### SérieTom Killgannon
- The Old Religion (2020)
- The Sinner (2021)
- The Gravedigger’s Song (2022)

#### Autres romans
- The White Room (2004)
  - La Chambre blanche, Payot & Rivages, coll. « Rivages/Thriller » (2015)  (ISBN 978-2-7436-3332-5)
- The Woman in Black: Angel of Death (2013)

### Romans signés Tania Carver

#### SériePhilip Brennan et Marina Esposito
- The Surrogate (2009)
  - Substitutions, LGF, coll. « Le Livre de poche » no 32082 (2011)  (ISBN 978-2-253-12888-5)
- The Creeper (2010)
  - Le Rôdeur, LGF, coll. « Le Livre de poche » no 32793 (2012)  (ISBN 978-2-253-16482-1)
- Cage of Bones (2011)
  - Une cage en enfer, LGF, coll. « Le Livre de poche » no 32897 (2013)  (ISBN 978-2-253-16487-6)
- Choked (2012) (autre titre The Black Road (2014))
  - Choquée, LGF, coll. « Le Livre de poche » no 33572 (2014)  (ISBN 978-2-253-16488-3)
- The Doll’s House (2013)
- Truth or Dare (2014)
- Heartbreaker (2015)
- The Lost Girl (2016)

## Prix et distinctions

### Nomination
- Prix CWA Ian Fleming Steel Dagger 2006[4]